# Henriette Nyberg
Henriette Nyberg, född 1830, död 1911, var en finländsk musikpedagog. Hon var en av de första kvinnor i Finland som studerade musik utomlands, och den första som grundade och drev en musikskola. 
Hon studerade vid konservatoriet i Leipzig. Hon grundade och drev den första musikskolan i Finland, Helsingfors Privatlyceum, mellan 1851 och 1861. Skolan lades ned 1861 men hon fortsatte att ge privatlektioner till 1890. 